# Мюльберг Каліо Евальдович
Ка́ліо Е́вальдович Мю́льберг (8 лютого 1928, Маріуполь — 8 жовтня 2018) — український кларнетист, завідувач кафедри, професор, кандидат мистецтвознавства, Заслужений діяч мистецтв України, педагог, лауреат Міжнародного фестивалю молоді і студентів (Москва, 1957).

## Роки навчання
Народився в сім'ї артистів цирку. Його батько був відомим в СРСР акробатом, артистом цирку, який почав працювати на батуті (1928). У 1948 році Мюльберг закінчив Одеське музичне училище (клас П Дроздова), 1953 р — Одеську державну консерваторію ім. Нежданової (клас В П Базилевич). Професор Базилевич змогла залучити молодого талановитого студента до творчої виконавської майстерності, та дала основи для подальшої дослідницької діяльності.

## Життєвий шлях
У 1948—1964 роках соліст симфонічного оркестру Одеського театру опери і балету, а також симфонічного оркестру Одеської філармонії. З 1952 року викладав в Одеській консерваторії. З 1963 року доцент, від 1967 декан оркестрового факультету.

## Педагогічна і творча праця
Професор (1979) Мюльберг К. Е., протягом усього творчого життя, вів активну концертну діяльність. Був великим пропагандистом вітчизняної виконавської духової школи. Був першим виконавцем концертів для кларнета з оркестром Р. Кубіна, А. Копленда, Каприччо Г. Глазунова та різноманітних сонат. Записав декілька грамофонних платівок. Виступав із сольними концертами в Ленінграді, Києві. Автор перекладів творів для кларнета і для ансамблів дерев'яних духових інструментів. Як соліст-виконавець мав досить розвинуту віртуозну техніку. Звук його кларнета виразний, фрази завжди раціонально виважені. Звукова палітра, як за тембром, так і барвою носить яскравий і світлий відтінок. Мюльберг К. Е. безперечно належить до найкращих сучасних світових виконавців, співпрацював з багатьма композиторами. Саме йому свої твори присвятили Ю. Щуровський та Л. Колодуб.

## Родина
Син Каліо Мюльберга, Сергій Мюльберг — Заслужений діяч мистецтв України. Член НСТДУ.
Протягом 2008—2011 років очолював Одеське театрально-художнє училище.
З березня 2011 року по цей час — заступник генерального директора Одеської опери.

## Учні
Його учні займають провідні позиції серед виконавців гри на кларнеті в Україні та інших країнах світу. За багаторічну педагогічну працю Каліо Мюльберг випустив зі свого класу сотні кларнетистів, висококваліфікованих виконавців, які працюють в симфонічних і оперних оркестрах світу, є викладачами та професорами багатьох музичних закладів. Серед яких Є. Сурженко, В. Тихонов, М. Волков, Л. Джурмій, І. Оленчик, С. Воронкін, М. Крупей, Б. Турчинський, М. Брейтман, З. Буркацький та багато інших.
У співавторстві з професором Є. Вауліним переклав з сербсько-хорватської мови книгу професора А. Еберста «Кларнет і кларнетисти». К. Мюльберг автор багатьох методичних і науково-історичних публікацій про розвиток духового мистецтва України і СРСР. Зокрема у 1975 році у видавництві «Музична Україна» вийшла його наукова праця «Теоретичні основи навчання гри на кларнеті», в якій автор приділяє важливу роль у вихованні музикантів — виконавців гри на духових інструментах. У ній Мюльберг дає короткі відомості з фізіології і психології, аналізує їхній зв'язок з навчальним і виконавським процесами, а такох розглядає питання методики навчання гри на кларнеті. В 1995 році Мюльберг опублікував «Записки кларнетиста». До книги увійшли нариси, свідчення, спогади про події його особистого життя, його наставників, вчителів та учнів.
Постать К. Е. Мюльберга займає почесне місце у сучасній світовій виконавській та педагогічній кларнетовій музичній культурі. Спираючись на традиції вітчизняного виконавства, він у своїй виконавській та педагогічній творчості спрямовує розвиток своїх студентів шляхом модерних трендів в покращенні якості звуку, технічних можливостей, штрихів та динаміки, фразування та інтерпретації музичних творів як класичної так і сучасних авторів. Посідав енциклопедичні пізнання в галузі сучасної нотної, наукової та методичної літератури.
Міжнародний біографічний центр у Кембриджі в 1991 році включив Мюльберга до списку музичних авторитетів, міжнародних лідерів художньої творчості.